# Världsmästerskapen i tidslopp (bancykling)
Världsmästerskapen i tidslopp, arrangeras av UCI sedan 1966 för herrar och sedan 1995 för damer och ingår som en disciplin vid Världsmästerskapen i bancykling. Från 1966 till och med 1992 var klassen endast öppen för amatörer, men den öppnades för professionella 1993. Från 1972 till 1992 ersattes disciplinen av tidsloppet vid Olympiska spelen de år dessa avhölls. Herrarna har kört 1000 m ("kilometerlopp") sedan första upplagan, medan damerna körde 500 m till och med 2024. Sedan den 1 januari 2025 är distansen en kilometer för båda könen.
Flest segrar på herrsidan har Jeffrey Hoogland, Chris Hoy, Stefan Nimke, François Pervis och Arnaud Tournant med fyra var bland eliten, liksom Lothar Thoms bland amatörerna. På damsidan har Felicia Ballanger och Natallja Tsylinskaja vunnit fem gånger var.

## Podieplaceringar

### Herrar – amatörer
| År   | Vinnare                    | Tvåa               | Trea               |
| 1966 | Pierre Trentin             | Paul Seye          | Frans van der Ruit |
| 1967 | Niels Fredborg             | Wacław Latocha     | Roger Gibbon       |
| 1968 | Niels Fredborg             | Jack Simes         | Gianni Sartori     |
| 1969 | Gianni Sartori             | Janusz Kierzkowski | Klaas Balk         |
| 1970 | Niels Fredborg             | Harry Kent         | Anton Tkáč         |
| 1971 | Eduard Rapp                | Peter Pedersen     | Pierre Trentin     |
| 1972 | ersatt av Olympiska spelen |                    |                    |
| 1973 | Janusz Kierzkowski         | Eduard Rapp        | Herman Ponsteen    |
| 1974 | Eduard Rapp                | Ferruccio Ferro    | Janusz Kierzkowski |
| 1975 | Klaus-Jürgen Grünke        | Eduard Rapp        | Janusz Kierzkowski |
| 1976 | ersatt av Olympiska spelen |                    |                    |
| 1977 | Lothar Thoms               | Günther Schumacher | Janusz Kierzkowski |
| 1978 | Lothar Thoms               | Jocelyn Lovell     | Rainer Hönisch     |
| 1979 | Lothar Thoms               | Gordon Singleton   | Eduard Rapp        |

| År   | Vinnare                    | Tvåa              | Trea                 |
| 1980 | ersatt av Olympiska spelen |                   |                      |
| 1981 | Lothar Thoms               | Fredy Schmidtke   | Sergej Kopylov       |
| 1982 | Fredy Schmidtke            | Lothar Thoms      | Emanuel Raasch       |
| 1983 | Sergej Kopylov             | Gerhard Scheller  | Lothar Thoms         |
| 1984 | ersatt av Olympiska spelen |                   |                      |
| 1985 | Jens Glücklich             | Philippe Boyer    | Martin Vinnicombe    |
| 1986 | Maic Malchow               | Martin Vinnicombe | Jens Glücklich       |
| 1987 | Martin Vinnicombe          | Jens Glücklich    | Konstantin Chrabtsov |
| 1988 | ersatt av Olympiska spelen |                   |                      |
| 1989 | Jens Glücklich             | Martin Vinnicombe | Aleksandr Kiritjenko |
| 1990 | Aleksandr Kiritjenko       | Martin Vinnicombe | Jens Glücklich       |
| 1991 | José Moreno Periñán        | Jens Glücklich    | Gene Samuel          |
| 1992 | ersatt av Olympiska spelen |                   |                      |

### Herrar – elit
| År   | Vinnare          | Tvåa              | Trea             |
| 1993 | Florian Rousseau | Shane Kelly       | Jens Glücklich   |
| 1994 | Florian Rousseau | Erin Hartwell     | Shane Kelly      |
| 1995 | Shane Kelly      | Florian Rousseau  | Erin Hartwell    |
| 1996 | Shane Kelly      | Sören Lausberg    | Jan Van Eijden   |
| 1997 | Shane Kelly      | Sören Lausberg    | Stefan Nimke     |
| 1998 | Arnaud Tournant  | Shane Kelly       | Erin Hartwell    |
| 1999 | Arnaud Tournant  | Shane Kelly       | Stefan Nimke     |
| 2000 | Arnaud Tournant  | Sören Lausberg    | Jason Queally    |
| 2001 | Arnaud Tournant  | Sören Lausberg    | Grzegorz Krejner |
| 2002 | Chris Hoy        | Arnaud Tournant   | Shane Kelly      |
| 2003 | Stefan Nimke     | Shane Kelly       | Arnaud Tournant  |
| 2004 | Chris Hoy        | Arnaud Tournant   | Theo Bos         |
| 2005 | Theo Bos         | Jason Queally     | Chris Hoy        |
| 2006 | Chris Hoy        | Ben Kersten       | François Pervis  |
| 2007 | Chris Hoy        | François Pervis   | Jamie Staff      |
| 2008 | Teun Mulder      | Michaël D'Almeida | François Pervis  |
| 2009 | Stefan Nimke     | Taylor Phinney    | Mohd Rizal Tisin |

| År   | Vinnare          | Tvåa                             | Trea                 |
| 2010 | Teun Mulder      | Michaël D'Almeida                | François Pervis      |
| 2011 | Stefan Nimke     | Teun Mulder                      | François Pervis      |
| 2012 | Stefan Nimke     | Michaël D'Almeida                | Simon van Velthooven |
| 2013 | François Pervis  | Simon van Velthooven             | Joachim Eilers       |
| 2014 | François Pervis  | Joachim Eilers                   | Simon van Velthooven |
| 2015 | François Pervis  | Joachim Eilers                   | Matthew Archibald    |
| 2016 | Joachim Eilers   | Theo Bos                         | Quentin Lafargue     |
| 2017 | François Pervis  | Tomáš Bábek och Quentin Lafargue | –                    |
| 2018 | Jeffrey Hoogland | Matthew Glaetzer                 | Theo Bos             |
| 2019 | Quentin Lafargue | Theo Bos                         | Michaël D'Almeida    |
| 2020 | Sam Ligtlee      | Quentin Lafargue                 | Michaël D'Almeida    |
| 2021 | Jeffrey Hoogland | Nicholas Paul                    | Joachim Eilers       |
| 2022 | Jeffrey Hoogland | Melvin Landerneau                | Alejandro Martínez   |
| 2023 | Jeffrey Hoogland | Matthew Glaetzer                 | Thomas Cornish       |
| 2024 | Harrie Lavreysen | Jeffrey Hoogland                 | Joseph Truman        |

### Damer – 500 m
| År   | Vinnare              | Tvåa               | Trea                 |
| 1995 | Félicia Ballanger    | Galina Jenjuchina  | Michelle Ferris      |
| 1996 | Félicia Ballanger    | Annett Neumann     | Michelle Ferris      |
| 1997 | Félicia Ballanger    | Michelle Ferris    | Magali Humbert       |
| 1998 | Félicia Ballanger    | Tanya Dubnicoff    | Michelle Ferris      |
| 1999 | Félicia Ballanger    | Jiang Cuihua       | Ulrike Weichelt      |
| 2000 | Natallja Tsylinskaja | Jiang Cuihua       | Wang Yan             |
| 2001 | Nancy Contreras      | Lori-Ann Muenzer   | Katrin Meinke        |
| 2002 | Natallja Tsylinskaja | Nancy Contreras    | Kerrie Meares        |
| 2003 | Natallja Tsylinskaja | Nancy Contreras    | Jiang Cuihua         |
| 2004 | Anna Meares          | Jiang Yonghua      | Simona Krupeckaitė   |
| 2005 | Natallja Tsylinskaja | Anna Meares        | Yvonne Hijgenaar     |
| 2006 | Natallja Tsylinskaja | Anna Meares        | Lisandra Guerra      |
| 2007 | Anna Meares          | Lisandra Guerra    | Natallja Tsylinskaja |
| 2008 | Lisandra Guerra      | Simona Krupeckaitė | Sandie Clair         |
| 2009 | Simona Krupeckaitė   | Anna Meares        | Victoria Pendleton   |

| År   | Vinnare           | Tvåa               | Trea              |
| 2010 | Anna Meares       | Simona Krupeckaitė | Olga Panarina     |
| 2011 | Olga Panarina     | Sandie Clair       | Miriam Welte      |
| 2012 | Anna Meares       | Miriam Welte       | Jessica Varnish   |
| 2013 | Lee Wai Sze       | Miriam Welte       | Rebecca James     |
| 2014 | Miriam Welte      | Anna Meares        | Anastasia Vojnova |
| 2015 | Anastasia Vojnova | Anna Meares        | Miriam Welte      |
| 2016 | Anastasia Vojnova | Lee Wai Sze        | Elis Ligtlee      |
| 2017 | Darja Sjmeljova   | Miriam Welte       | Anastasia Vojnova |
| 2018 | Miriam Welte      | Darja Sjmeljova    | Elis Ligtlee      |
| 2019 | Darja Sjmeljova   | Olena Starikova    | Kaarle McCulloch  |
| 2020 | Lea Friedrich     | Jessica Salazar    | Miriam Vece       |
| 2021 | Lea Friedrich     | Anastasia Vojnova  | Darja Sjmeljova   |
| 2022 | Taky Kouamé       | Emma Hinze         | Guo Yufang        |
| 2023 | Emma Hinze        | Kristina Clonan    | Lea Friedrich     |
| 2024 | Jana Burlakova    | Sophie Capewell    | Katy Marchant     |